# Семицветный пестрохвостый попугай
Семицветный пестрохвостый попугай (лат. Touit batavicus) — птица семейства попугаевых.

## Распространение
Обитает в Колумбии, Французской Гвиане, Гайане, Суринаме, Тринидад и Тобаго и Венесуэле.

## Образ жизни
Населяют субтропические или тропические влажные горные и низменные леса.